# Konrad Steffen

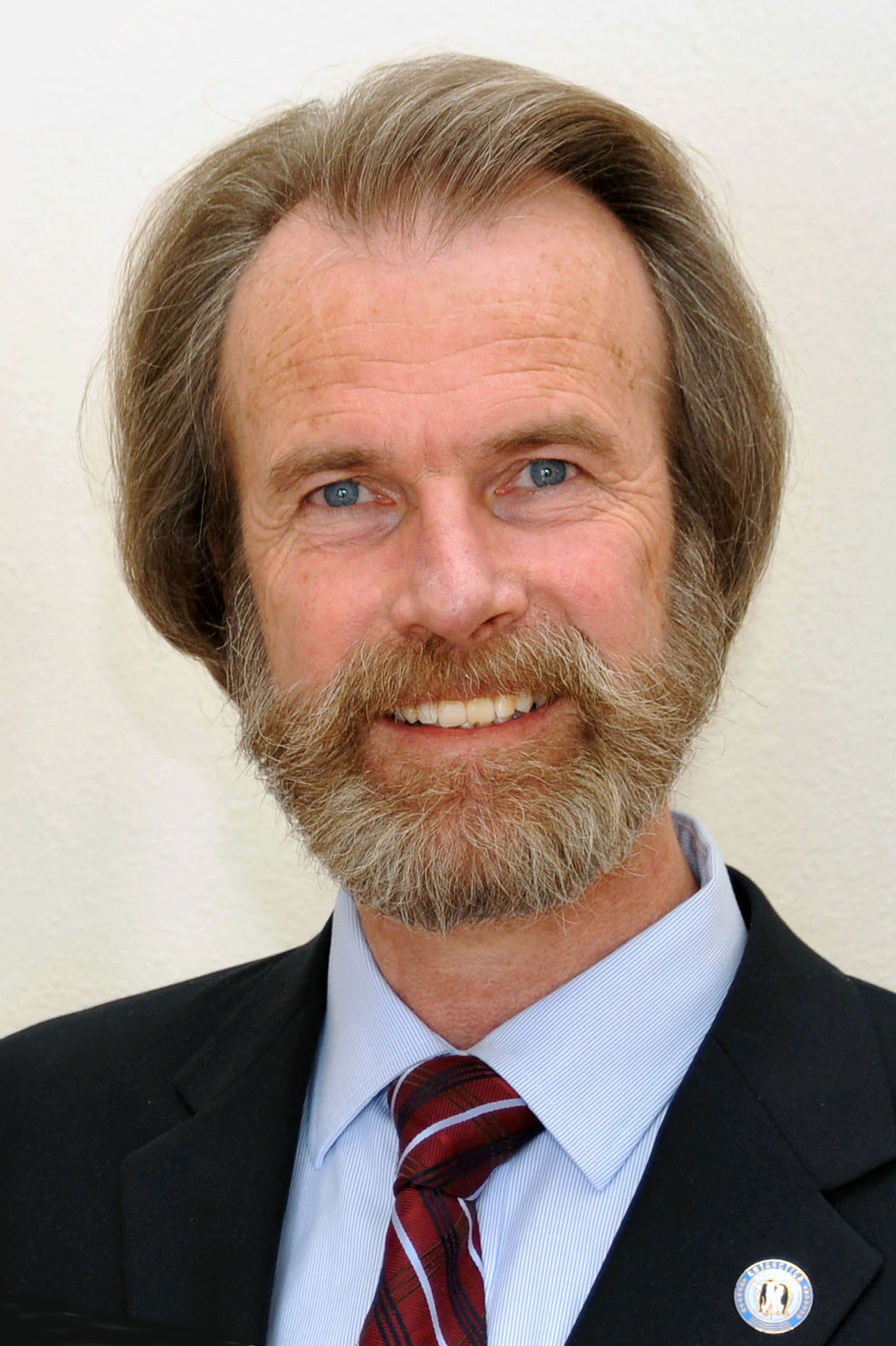
Konrad Steffen, 2012

Konrad Steffen (* 2. Januar 1952 in Zürich; † 8. August 2020 auf Inlandeis in Avannaata, Grönland) war ein Schweizer Glaziologe. Er war Direktor der Eidgenössischen Forschungsanstalt für Wald, Schnee und Landschaft, Professor am Institute for Atmosphere & Climate der ETH Zürich und Professor im Fachbereich Architecture, Civil and Environmental Engineering an der EPFL Lausanne. Er hat in seiner beruflichen Laufbahn eine Reihe von Messverfahren entwickelt, die zum Verständnis der Dynamik der Kryosphäre beigetragen haben.

## Leben und Wirken
Nach seinem Diplom (Dipl. Natw.), das er im Jahr 1977 erhielt, wurde er im Jahr 1984 zum Thema „Oberflächentemperatur einer arktischen Polynya: North Water im Winter“ promoviert. Neben anderen Positionen war er von 1991 bis 1992 Chefredakteur der Annals of Glaciology – Remote Sensing of Snow and Ice, von 1991 bis 1999 Chairman des Polar Data Archive Distribution Advisory Group der NASA/EOSDIS und von 1999 bis 2000 Chefredakteur der Annals of Glaciology - Cryosphere Models and Validation. Von 1997 bis 2005 war er Professor für Geographie der University of Colorado Boulder. Von 2005 bis 2012 war er Direktor des Cooperative Institute for Research in Environmental Sciences. Im fünften Sachstandsbericht des IPCC war er Hauptautor des Kapitels über die Kryosphäre. Er war Mitglied im Agroscope-Wissenschaftsrat.
Steffen hat in seiner Karriere über 100 wissenschaftliche Publikationen verfasst.
Steffen war schweizerisch-US-amerikanischer Doppelbürger. Am 8. August 2020 verunglückte er im Alter von 68 Jahren tödlich auf einer Expedition in Grönland, als er nahe der Basis Swiss Camp 70 km nordöstlich von Ilulissat im Inlandeis in eine Gletscherspalte stürzte. „Eine Schneebrücke, die die Spalte überspannte, ist eingestürzt und hat den 68-Jährigen mitgerissen, vermuten seine Kollegen. Sein Leichnam wurde bislang nicht gefunden.“ Er hinterlässt seine Frau und zwei erwachsene Kinder.
Im Jahr 2022 benannte das Grönländische Komitee für Ortsnamen einen bisher namenlosen marinen Endgletscher im Norden Grönlands nach Steffen. Der Gletscher trägt nun den Namen Sermeq Konrad Steffen.

## TV und Film
- Patrick Schellenberg: Schlechte Nachrichten aus dem Eis – Unterwegs mit dem Klimaforscher Konrad Steffen. In: Reporter, SF 1, 21. Januar 2009 (25 min, teilweise Schweizerdeutsch).
- Corina Gamma: Der Eismann. Dokumentarfilm über Konrad Steffen. Weltpremiere war am 24. Januar 2025 bei den Solothurner Filmtagen, Kinostart der 3. April 2025.[7]